# Pawieł Sitko
Pawieł Sitko (biał. Павел Сітко, ros. Павел Ситко; ur. 17 grudnia 1985 w Rzeczycy) – białoruski piłkarz, grający na pozycji pomocnika.

## Kariera klubowa
| Sezon    | Klub                 | Kraj     | Rozgrywki        | Mecze | Bramki |
| -------- | -------------------- | -------- | ---------------- | ----- | ------ |
| 2003     | Wiedrycz-97 Rzeczyca | Białoruś | Pierszaja liha   | 7     | 0      |
| 2004     | Wiedrycz-97 Rzeczyca | Białoruś | Pierszaja liha   | 21    | 0      |
| 2005     | Wiedrycz-97 Rzeczyca | Białoruś | Pierszaja liha   | 19    | 2      |
| 2006 (w) | Wiedrycz-97 Rzeczyca | Białoruś | Pierszaja liha   | 13    | 3      |
| 2006 (j) | Lakamatyu Witebsk    | Białoruś | Wyszejszaja liha | 9     | 0      |
| 2007     | FK Witebsk           | Białoruś | Wyszejszaja liha | 18    | 0      |
| 2008     | FK Witebsk           | Białoruś | Wyszejszaja liha | 29    | 8      |
| 2009 (w) | FK Witebsk           | Białoruś | Wyszejszaja liha | 9     | 1      |
| 2009 (j) | Szachcior Soligorsk  | Białoruś | Wyszejszaja liha | 11    | 1      |
| 2010     | Szachcior Soligorsk  | Białoruś | Wyszejszaja liha | 32    | 9      |
| 2011     | Szachcior Soligorsk  | Białoruś | Wyszejszaja liha | 24    | 7      |
| 2012     | Szachcior Soligorsk  | Białoruś | Wyszejszaja liha | 26    | 3      |